# آنیل بوسری
آنیل بوسری (انگلیسی: Aneel Bhusri؛ زادهٔ ۱۴ فوریهٔ ۱۹۶۶) کارآفرین و سرمایه‌دار اهل ایالات متحده آمریکا است، که در سال ۲۰۰۵ شرکت ورک‌دی را تأسیس کرد.